# Grand Prix E3 2006
Le Grand Prix E3 2006 est la 49e édition de cette course cycliste masculine sur route. Il a lieu le 25 mars 2003 en Belgique. Elle a été remportée par le Belge et tenant du titre Tom Boonen (Quick Step-Innergetic) devant l'Italien Alessandro Ballan (Lampre-Fondital) et le Néerlandais Aart Vierhouten (Skil-Shimano).

## Présentation

### Équipes
Vingt-cinq équipes participent à la course : 15 faisant partie des ProTeams, la première division mondiale, neuf font partie des équipes continentales professionnelles, la seconde division mondiale et la dernière est une équipe continentale, la troisième division.
| ProTeams (15)- Quick Step-Innergetic - Davitamon-Lotto - CSC - AG2R Prévoyance - Bouygues Télécom - Cofidis-Le Crédit par Téléphone - Crédit agricole - La Française des jeux - Gerolsteiner - T-Mobile - Lampre-Fondital - Liquigas - Team Milram - Rabobank - Discovery Channel Équipes continentales professionnelles (9)- Team Vorarlberg - Chocolade Jacques-Topsport Vlaanderen - Landbouwkrediet-Colnago - Unibet.com - Agritubel - Wiesenhof-Akud - Tenax Salmilano - Skil-Shimano - LPR Équipe continentale- Jartazi-7Mobile |
| |

## Classements

### Classement final
| \| Classement général \| Classement général \| Classement général \| Classement général \| Classement général \| \| Coureur \| Coureur \| Pays \| Équipe \| Temps \| \| ------------------ \| ------------------- \| ------------------ \| ------------------------------- \| ------------------ \| \| 1er \| Tom Boonen \| Belgique \| Quick Step-Innergetic \| 4 h 43 min 38 s \| \| 2e \| Alessandro Ballan \| Italie \| Lampre-Fondital \| + 2 s \| \| 3e \| Aart Vierhouten \| Pays-Bas \| Skil-Shimano \| + 1 min 32 s \| \| 4e \| Bert De Waele \| Belgique \| Landbouwkrediet-Colnago \| + 1 min 32 s \| \| 5e \| Leif Hoste \| Belgique \| Discovery Channel \| + 1 min 32 s \| \| 6e \| Marcus Ljungqvist \| Suède \| CSC \| + 1 min 42 s \| \| 7e \| Luca Paolini \| Italie \| Liquigas \| + 1 min 42 s \| \| 8e \| Roger Hammond \| Royaume-Uni \| Discovery Channel \| + 1 min 42 s \| \| 9e \| Peter Van Petegem \| Belgique \| Davitamon-Lotto \| + 1 min 42 s \| \| 10e \| Baden Cooke \| Australie \| Unibet.com \| + 1 min 42 s \| \| 11e \| Matteo Carrara \| Italie \| Lampre-Fondital \| + 1 min 42 s \| \| 12e \| Erik Zabel \| Allemagne \| Team Milram \| + 1 min 42 s \| \| 13e \| Allan Johansen \| Danemark \| CSC \| + 1 min 42 s \| \| 14e \| Staf Scheirlinckx \| Belgique \| Cofidis-Le Crédit par Téléphone \| + 1 min 42 s \| \| 15e \| Frédéric Guesdon \| France \| La Française des jeux \| + 1 min 42 s \| \| 16e \| Roberto Petito \| Italie \| Tenax Salmilano \| + 1 min 42 s \| \| 17e \| Andreas Klier \| Allemagne \| T-Mobile \| + 1 min 42 s \| \| 18e \| Juan Antonio Flecha \| Espagne \| Rabobank \| + 1 min 42 s \| \| 19e \| Francis Mourey \| France \| La Française des jeux \| + 1 min 51 s \| \| 20e \| Sergueï Ivanov \| Russie \| T-Mobile \| + 2 min 48 s \| |                     |             |                                 |                 |
| |                     |             |                                 |                 |
| Source : ProCyclingStats |                     |             |                                 |                 |
| Classement général |                     |             |                                 |                 |
| Coureur | Coureur             | Pays        | Équipe                          | Temps           |
| 1er | Tom Boonen          | Belgique    | Quick Step-Innergetic           | 4 h 43 min 38 s |
| 2e | Alessandro Ballan   | Italie      | Lampre-Fondital                 | + 2 s           |
| 3e | Aart Vierhouten     | Pays-Bas    | Skil-Shimano                    | + 1 min 32 s    |
| 4e | Bert De Waele       | Belgique    | Landbouwkrediet-Colnago         | + 1 min 32 s    |
| 5e | Leif Hoste          | Belgique    | Discovery Channel               | + 1 min 32 s    |
| 6e | Marcus Ljungqvist   | Suède       | CSC                             | + 1 min 42 s    |
| 7e | Luca Paolini        | Italie      | Liquigas                        | + 1 min 42 s    |
| 8e | Roger Hammond       | Royaume-Uni | Discovery Channel               | + 1 min 42 s    |
| 9e | Peter Van Petegem   | Belgique    | Davitamon-Lotto                 | + 1 min 42 s    |
| 10e | Baden Cooke         | Australie   | Unibet.com                      | + 1 min 42 s    |
| 11e | Matteo Carrara      | Italie      | Lampre-Fondital                 | + 1 min 42 s    |
| 12e | Erik Zabel          | Allemagne   | Team Milram                     | + 1 min 42 s    |
| 13e | Allan Johansen      | Danemark    | CSC                             | + 1 min 42 s    |
| 14e | Staf Scheirlinckx   | Belgique    | Cofidis-Le Crédit par Téléphone | + 1 min 42 s    |
| 15e | Frédéric Guesdon    | France      | La Française des jeux           | + 1 min 42 s    |
| 16e | Roberto Petito      | Italie      | Tenax Salmilano                 | + 1 min 42 s    |
| 17e | Andreas Klier       | Allemagne   | T-Mobile                        | + 1 min 42 s    |
| 18e | Juan Antonio Flecha | Espagne     | Rabobank                        | + 1 min 42 s    |
| 19e | Francis Mourey      | France      | La Française des jeux           | + 1 min 51 s    |
| 20e | Sergueï Ivanov      | Russie      | T-Mobile                        | + 2 min 48 s    |

## Liste des participants
| Légende | Légende                                                                    | Légende | Légende                                                    |
| ------- | -------------------------------------------------------------------------- | ------- | ---------------------------------------------------------- |
| Num     | Dossard de départ porté par le coureur sur ce Grand Prix E3                | Pos     | Position à l'arrivée de la course                          |
|         | Indique un maillot de champion national ou mondial, suivi de sa spécialité | NP      | Indique un coureur qui n'a pas pris le départ de la course |
| AB      | Indique un coureur qui n'a pas terminé la course                           | HD      | Indique un coureur qui a terminé la course hors des délais |

| Quick Step-Innergetic QSI | Quick Step-Innergetic QSI | Quick Step-Innergetic QSI |
| ------------------------- | ------------------------- | ------------------------- |
| Num                       | Coureur                   | Pos                       |
| 1                         | Tom Boonen (BEL)          | 1er                       |
| 2                         | Wilfried Cretskens (BEL)  | 30e                       |
| 3                         | Steven de Jongh (NED)     | 67e                       |
| 4                         | Kevin Hulsmans (BEL)      | 45e                       |
| 5                         | Servais Knaven (NED)      | 49e                       |
| 6                         | Matteo Tosatto (ITA)      | 76e                       |
| 7                         | Bram Tankink (NED)        | 33e                       |
| 8                         | Kevin Van Impe (BEL)      | 36e                       |

| Davitamon-Lotto DVL | Davitamon-Lotto DVL     | Davitamon-Lotto DVL |
| ------------------- | ----------------------- | ------------------- |
| Num                 | Coureur                 | Pos                 |
| 11                  | Robbie McEwen (AUS)     | 21e                 |
| 12                  | Wim De Vocht (BEL)      | 78e                 |
| 13                  | Nico Mattan (BEL)       | 80e                 |
| 14                  | Gert Steegmans (BEL)    | 79e                 |
| 15                  | Tom Steels (BEL)        | AB                  |
| 16                  | Peter Van Petegem (BEL) | 9e                  |
| 17                  | Wim Vansevenant (BEL)   | 73e                 |
| 18                  | Henk Vogels (AUS)       | AB                  |

| CSC | CSC                     | CSC |
| --- | ----------------------- | --- |
| Num | Coureur                 | Pos |
| 21  | Allan Johansen (DEN)    | 13e |
| 22  | Christian Müller (GER)  | AB  |
| 23  | Fabian Cancellara (SUI) | 37e |
| 25  | Marcus Ljungqvist (SWE) | 6e  |
| 26  | Lars Michaelsen (DEN)   | AB  |
| 27  | Martin Pedersen (DEN)   | AB  |
| 28  | Luke Roberts (AUS)      | AB  |

| AG2R Prévoyance A2R | AG2R Prévoyance A2R     | AG2R Prévoyance A2R |
| ------------------- | ----------------------- | ------------------- |
| Num                 | Coureur                 | Pos                 |
| 31                  | Renaud Dion (FRA)       | AB                  |
| 32                  | John Gadret (FRA)       | AB                  |
| 33                  | Laurent Mangel (FRA)    | AB                  |
| 34                  | Lloyd Mondory (FRA)     | AB                  |
| 35                  | Erki Pütsep (EST)       | AB                  |
| 36                  | Christophe Riblon (FRA) | AB                  |
| 37                  | Aliaksandr Usau (BLR)   | AB                  |
| 38                  | Tomas Vaitkus (LTU)     | 84e                 |

| Bouygues Telecom BTL | Bouygues Telecom BTL     | Bouygues Telecom BTL |
| -------------------- | ------------------------ | -------------------- |
| Num                  | Coureur                  | Pos                  |
| 41                   | Sébastien Chavanel (FRA) | AB                   |
| 42                   | Andy Flickinger (FRA)    | 71e                  |
| 43                   | Yohann Gène (FRA)        | AB                   |
| 44                   | Anthony Geslin (FRA)     | 23e                  |
| 45                   | Rony Martias (FRA)       | AB                   |
| 46                   | Alexandre Pichot (FRA)   | AB                   |
| 47                   | Franck Renier (FRA)      | 72e                  |
| 48                   | Xavier Florencio (ESP)   | 70e                  |

| Cofidis-Le Crédit par Téléphone COF | Cofidis-Le Crédit par Téléphone COF | Cofidis-Le Crédit par Téléphone COF |
| ----------------------------------- | ----------------------------------- | ----------------------------------- |
| Num                                 | Coureur                             | Pos                                 |
| 51                                  | Jimmy Casper (FRA)                  | AB                                  |
| 52                                  | Arnaud Coyot (FRA)                  | AB                                  |
| 53                                  | Hervé Duclos-Lassalle (FRA)         | AB                                  |
| 54                                  | Tyler Farrar (USA)                  | AB                                  |
| 55                                  | Thierry Marichal (BEL)              | 57e                                 |
| 56                                  | Staf Scheirlinckx (BEL)             | 14e                                 |
| 57                                  | Sébastien Minard (FRA)              | AB                                  |
| 58                                  | Bradley Wiggins (GBR)               | 55e                                 |

| Crédit Agricole C.A | Crédit Agricole C.A     | Crédit Agricole C.A |
| ------------------- | ----------------------- | ------------------- |
| Num                 | Coureur                 | Pos                 |
| 61                  | Thor Hushovd (NOR)      | AB                  |
| 62                  | László Bodrogi (HUN)    | 41e                 |
| 63                  | Julian Dean (NZL)       | AB                  |
| 64                  | Jimmy Engoulvent (FRA)  | AB                  |
| 65                  | Sébastien Hinault (FRA) | AB                  |
| 66                  | Jaan Kirsipuu (EST)     | AB                  |
| 67                  | Cyril Lemoine (FRA)     | AB                  |
| 68                  | Kilian Patour (FRA)     | AB                  |

| La Française des jeux FDJ | La Française des jeux FDJ  | La Française des jeux FDJ |
| ------------------------- | -------------------------- | ------------------------- |
| Num                       | Coureur                    | Pos                       |
| 71                        | Philippe Gilbert (BEL)     | AB                        |
| 72                        | Ludovic Auger (FRA)        | 69e                       |
| 73                        | Francis Mourey (FRA)       | 19e                       |
| 74                        | Christophe Detilloux (BEL) | AB                        |
| 75                        | Bernhard Eisel (AUT)       | 64e                       |
| 76                        | Frédéric Guesdon (FRA)     | 15e                       |
| 77                        | Gustav Larsson (SWE)       | AB                        |
| 78                        | Christophe Mengin (FRA)    | AB                        |

| Gerolsteiner GST | Gerolsteiner GST        | Gerolsteiner GST |
| ---------------- | ----------------------- | ---------------- |
| Num              | Coureur                 | Pos              |
| 81               | David Kopp (GER)        | 31e              |
| 82               | Robert Förster (GER)    | AB               |
| 83               | Frank Høj (DEN)         | 74e              |
| 84               | Sven Krauss (GER)       | AB               |
| 85               | Sebastian Lang (GER)    | AB               |
| 86               | Stefan Schumacher (GER) | AB               |
| 87               | Peter Wrolich (AUT)     | 66e              |
| 88               | Markus Zberg (SUI)      | 24e              |

| T-Mobile TMO | T-Mobile TMO           | T-Mobile TMO |
| ------------ | ---------------------- | ------------ |
| Num          | Coureur                | Pos          |
| 91           | Steffen Wesemann (SUI) | 34e          |
| 92           | Lorenzo Bernucci (ITA) | 39e          |
| 93           | Marcus Burghardt (GER) | 28e          |
| 94           | Bram Schmitz (NED)     | AB           |
| 95           | André Greipel (GER)    | AB           |
| 96           | Sergueï Ivanov (RUS)   | 20e          |
| 97           | Andreas Klier (GER)    | 17e          |
| 98           | Stephan Schreck (GER)  | 87e          |

| Lampre-Fondital LAM | Lampre-Fondital LAM     | Lampre-Fondital LAM |
| ------------------- | ----------------------- | ------------------- |
| Num                 | Coureur                 | Pos                 |
| 101                 | Alessandro Ballan (ITA) | 2e                  |
| 102                 | Matteo Bono (ITA)       | AB                  |
| 103                 | Claudio Corioni (ITA)   | 81e                 |
| 104                 | Paolo Fornaciari (ITA)  | 82e                 |
| 105                 | Enrico Franzoi (ITA)    | 39e                 |
| 106                 | David Loosli (SUI)      | AB                  |
| 107                 | Matteo Carrara (ITA)    | AB                  |
| 108                 | Daniele Righi (ITA)     | 85e                 |

| Liquigas LIQ | Liquigas LIQ           | Liquigas LIQ |
| ------------ | ---------------------- | ------------ |
| Num          | Coureur                | Pos          |
| 111          | Magnus Bäckstedt (SWE) | AB           |
| 112          | Michael Albasini (SUI) | 68e          |
| 113          | Daniele Colli (ITA)    | AB           |
| 114          | Mauro Da Dalto (ITA)   | AB           |
| 115          | Marco Milesi (ITA)     | AB           |
| 116          | Luca Paolini (ITA)     | 7e           |
| 117          | Marco Righetto (ITA)   | AB           |
| 118          | Stefano Zanini (ITA)   | AB           |

| Team Milram MRM | Team Milram MRM             | Team Milram MRM |
| --------------- | --------------------------- | --------------- |
| Num             | Coureur                     | Pos             |
| 121             | Alessandro Petacchi (ITA)   | 46e             |
| 122             | Martin Müller (GER)         | AB              |
| 123             | Simone Cadamuro (ITA)       | AB              |
| 124             | Alessandro Cortinovis (ITA) | AB              |
| 125             | Maarten den Bakker (NED)    | 54e             |
| 126             | Ralf Grabsch (GER)          | AB              |
| 127             | Marco Velo (ITA)            | 50e             |
| 128             | Erik Zabel (GER)            | 12e             |

| Rabobank RAB | Rabobank RAB              | Rabobank RAB |
| ------------ | ------------------------- | ------------ |
| Num          | Coureur                   | Pos          |
| 131          | Óscar Freire (ESP)        |              |
| 133          | Jan Boven (NED)           | AB           |
| 134          | Erik Dekker (NED)         |              |
| 135          | Juan Antonio Flecha (ESP) | 18e          |
| 136          | Joost Posthuma (NED)      | AB           |
| 137          | Jukka Vastaranta (FIN)    | AB           |
| 138          | Marc Wauters (BEL)        | AB           |

| Discovery Channel DSC | Discovery Channel DSC       | Discovery Channel DSC |
| --------------------- | --------------------------- | --------------------- |
| Num                   | Coureur                     | Pos                   |
| 141                   | Stijn Devolder (BEL)        | 32e                   |
| 142                   | Roger Hammond (GBR)         | 8e                    |
| 143                   | Leif Hoste (BEL)            | 5e                    |
| 144                   | Fumiyuki Beppu (JPN)        | AB                    |
| 145                   | Guennadi Mikhailov (RUS)    | 83e                   |
| 146                   | Jurgen Van den Broeck (BEL) | 35e                   |
| 147                   | Max van Heeswijk (NED)      | 26e                   |
| 148                   | Matthew White (AUS)         | AB                    |

| Team Vorarlberg VBG | Team Vorarlberg VBG        | Team Vorarlberg VBG |
| ------------------- | -------------------------- | ------------------- |
| Num                 | Coureur                    | Pos                 |
| 151                 | Gerrit Glomser (AUT)       | 53e                 |
| 152                 | Vasílis Anastópoulos (GRE) |                     |
| 153                 | Christian Lener (AUT)      | AB                  |
| 154                 | Fraser MacMaster (NZL)     |                     |
| 155                 | Andreas Matzbacher (AUT)   |                     |
| 156                 | Harald Morscher (AUT)      | AB                  |
| 157                 | Werner Riebenbauer (AUT)   | AB                  |
| 158                 | Patrick Riedesser (AUT)    | AB                  |

| Chocolade Jacques-Topsport Vlaanderen JAC | Chocolade Jacques-Topsport Vlaanderen JAC | Chocolade Jacques-Topsport Vlaanderen JAC |
| ----------------------------------------- | ----------------------------------------- | ----------------------------------------- |
| Num                                       | Coureur                                   | Pos                                       |
| 161                                       | Niko Eeckhout (BEL)                       | AB                                        |
| 162                                       | Koen Barbé (BEL)                          | 52e                                       |
| 163                                       | Steven Caethoven (BEL)                    | AB                                        |
| 164                                       | Dimitri De Fauw (BEL)                     | AB                                        |
| 165                                       | Glenn D'Hollander (BEL)                   |                                           |
| 166                                       | Jens Renders (BEL)                        | AB                                        |
| 167                                       | Evert Verbist (BEL)                       | 48e                                       |
| 168                                       | Maarten Wynants (BEL)                     |                                           |

| Landbouwkrediet-Colnago LAN | Landbouwkrediet-Colnago LAN | Landbouwkrediet-Colnago LAN |
| --------------------------- | --------------------------- | --------------------------- |
| Num                         | Coureur                     | Pos                         |
| 171                         | Bert De Waele (BEL)         | 4e                          |
| 172                         | Andy Cappelle (BEL)         | 56e                         |
| 173                         | Mathieu Criquielion (BEL)   | AB                          |
| 174                         | Steven Kleynen (BEL)        | 86e                         |
| 175                         | Jean-Paul Simon (BEL)       | 61e                         |
| 176                         | Jurgen Van Loocke (BEL)     | AB                          |
| 177                         | James Vanlandschoot (BEL)   | 40e                         |
| 178                         | Johan Verstrepen (BEL)      | AB                          |

| Unibet.com UNI | Unibet.com UNI            | Unibet.com UNI |
| -------------- | ------------------------- | -------------- |
| Num            | Coureur                   | Pos            |
| 181            | Baden Cooke (AUS)         | 10e            |
| 182            | David Boucher (FRA)       |                |
| 183            | Matthew Wilson (AUS)      | 62e            |
| 184            | Jeremy Hunt (GBR)         | 90e            |
| 185            | Marco Serpellini (ITA)    | 59e            |
| 186            | Bobbie Traksel (NED)      |                |
| 187            | Frank Vandenbroucke (BEL) | AB             |
| 188            | Matthé Pronk (NED)        | 43e            |

| Agritubel AGR | Agritubel AGR             | Agritubel AGR |
| ------------- | ------------------------- | ------------- |
| Num           | Coureur                   | Pos           |
| 191           | Aivaras Baranauskas (LTU) | 47e           |
| 192           | Stéphane Bergès (FRA)     |               |
| 193           | Gilles Canouet (FRA)      | 44e           |
| 194           | Cédric Coutouly (FRA)     | 89e           |
| 195           | Hans Dekkers (NED)        | AB            |
| 196           | Denis Robin (FRA)         | AB            |
| 197           | Eduardo Gonzalo (ESP)     | 27e           |
| 198           | Benoît Sinner (FRA)       | AB            |

| Wiesenhof-Akud WIE | Wiesenhof-Akud WIE     | Wiesenhof-Akud WIE |
| ------------------ | ---------------------- | ------------------ |
| Num                | Coureur                | Pos                |
| 201                | Artur Gajek (GER)      | AB                 |
| 202                | Felix Odebrecht (GER)  | AB                 |
| 203                | Steffen Radochla (GER) | AB                 |
| 204                | Robert Retschke (GER)  | AB                 |
| 205                | Marcel Sieberg (GER)   | AB                 |
| 206                | Torsten Schmidt (GER)  | AB                 |
| 207                | Lubor Tesař (CZE)      | AB                 |
| 208                | Lars Wackernagel (GER) | AB                 |

| Tenax Salmilano TEN | Tenax Salmilano TEN       | Tenax Salmilano TEN |
| ------------------- | ------------------------- | ------------------- |
| Num                 | Coureur                   | Pos                 |
| 211                 | Fabio Baldato (ITA)       | 22e                 |
| 212                 | Alessandro Bertuola (ITA) | AB                  |
| 213                 | Claudio Cucinotta (ITA)   | AB                  |
| 214                 | David McPartland (AUS)    | 63e                 |
| 215                 | Christian Murro (ITA)     | 29e                 |
| 216                 | Marlon Pérez (COL)        | 65e                 |
| 217                 | Roberto Petito (ITA)      | 16e                 |
| 218                 | Rigoberto Urán (COL)      | AB                  |

| Skil-Shimano SKS | Skil-Shimano SKS         | Skil-Shimano SKS |
| ---------------- | ------------------------ | ---------------- |
| Num              | Coureur                  | Pos              |
| 221              | Yukihiro Doi (JPN)       | AB               |
| 222              | Tomoya Kanō (JPN)        | AB               |
| 223              | Rik Reinerink (NED)      | AB               |
| 224              | Masahiro Shinagawa (JPN) | AB               |
| 225              | Maarten Tjallingii (NED) | 42e              |
| 226              | Aart Vierhouten (NED)    | 3e               |
| 227              | Kenny van Hummel (NED)   | AB               |
| 228              | René Weissinger (GER)    | AB               |

| LPR | LPR                       | LPR |
| --- | ------------------------- | --- |
| Num | Coureur                   | Pos |
| 231 | Gene Bates (AUS)          |     |
| 232 | Giairo Ermeti (ITA)       | AB  |
| 233 | Mikhaylo Khalilov (UKR)   | 88e |
| 234 | Dimitri Konyshev (RUS)    | 75e |
| 235 | Michele Maccanti (ITA)    | 77e |
| 236 | Alessandro Maserati (ITA) | AB  |
| 237 | Dario Pieri (ITA)         |     |
| 238 | Roberto Traficante (ITA)  | AB  |

| Jartazi-7Mobile JAR | Jartazi-7Mobile JAR        | Jartazi-7Mobile JAR |
| ------------------- | -------------------------- | ------------------- |
| Num                 | Coureur                    | Pos                 |
| 241                 | Vytautas Kaupas (LTU)      |                     |
| 242                 | Hamish Haynes (GBR)        |                     |
| 243                 | Johnny Hoogerland (NED)    |                     |
| 244                 | Bert Scheirlinckx (BEL)    | 25e                 |
| 245                 | Francesco Planckaert (BEL) |                     |
| 246                 | Peter Ronsse (BEL)         | 58e                 |
| 247                 | Jarno Van Mingeroet (BEL)  | 51e                 |
| 248                 | Dmitri Mouraviov (KAZ)     |                     |

| Quick Step-Innergetic QSI | Quick Step-Innergetic QSI | Quick Step-Innergetic QSI |
| ------------------------- | ------------------------- | ------------------------- |
| Num                       | Coureur                   | Pos                       |
| 1                         | Tom Boonen (BEL)          | 1er                       |
| 2                         | Wilfried Cretskens (BEL)  | 30e                       |
| 3                         | Steven de Jongh (NED)     | 67e                       |
| 4                         | Kevin Hulsmans (BEL)      | 45e                       |
| 5                         | Servais Knaven (NED)      | 49e                       |
| 6                         | Matteo Tosatto (ITA)      | 76e                       |
| 7                         | Bram Tankink (NED)        | 33e                       |
| 8                         | Kevin Van Impe (BEL)      | 36e                       |

| Davitamon-Lotto DVL | Davitamon-Lotto DVL     | Davitamon-Lotto DVL |
| ------------------- | ----------------------- | ------------------- |
| Num                 | Coureur                 | Pos                 |
| 11                  | Robbie McEwen (AUS)     | 21e                 |
| 12                  | Wim De Vocht (BEL)      | 78e                 |
| 13                  | Nico Mattan (BEL)       | 80e                 |
| 14                  | Gert Steegmans (BEL)    | 79e                 |
| 15                  | Tom Steels (BEL)        | AB                  |
| 16                  | Peter Van Petegem (BEL) | 9e                  |
| 17                  | Wim Vansevenant (BEL)   | 73e                 |
| 18                  | Henk Vogels (AUS)       | AB                  |

| CSC | CSC                     | CSC |
| --- | ----------------------- | --- |
| Num | Coureur                 | Pos |
| 21  | Allan Johansen (DEN)    | 13e |
| 22  | Christian Müller (GER)  | AB  |
| 23  | Fabian Cancellara (SUI) | 37e |
| 25  | Marcus Ljungqvist (SWE) | 6e  |
| 26  | Lars Michaelsen (DEN)   | AB  |
| 27  | Martin Pedersen (DEN)   | AB  |
| 28  | Luke Roberts (AUS)      | AB  |

| AG2R Prévoyance A2R | AG2R Prévoyance A2R     | AG2R Prévoyance A2R |
| ------------------- | ----------------------- | ------------------- |
| Num                 | Coureur                 | Pos                 |
| 31                  | Renaud Dion (FRA)       | AB                  |
| 32                  | John Gadret (FRA)       | AB                  |
| 33                  | Laurent Mangel (FRA)    | AB                  |
| 34                  | Lloyd Mondory (FRA)     | AB                  |
| 35                  | Erki Pütsep (EST)       | AB                  |
| 36                  | Christophe Riblon (FRA) | AB                  |
| 37                  | Aliaksandr Usau (BLR)   | AB                  |
| 38                  | Tomas Vaitkus (LTU)     | 84e                 |

| Bouygues Telecom BTL | Bouygues Telecom BTL     | Bouygues Telecom BTL |
| -------------------- | ------------------------ | -------------------- |
| Num                  | Coureur                  | Pos                  |
| 41                   | Sébastien Chavanel (FRA) | AB                   |
| 42                   | Andy Flickinger (FRA)    | 71e                  |
| 43                   | Yohann Gène (FRA)        | AB                   |
| 44                   | Anthony Geslin (FRA)     | 23e                  |
| 45                   | Rony Martias (FRA)       | AB                   |
| 46                   | Alexandre Pichot (FRA)   | AB                   |
| 47                   | Franck Renier (FRA)      | 72e                  |
| 48                   | Xavier Florencio (ESP)   | 70e                  |

| Cofidis-Le Crédit par Téléphone COF | Cofidis-Le Crédit par Téléphone COF | Cofidis-Le Crédit par Téléphone COF |
| ----------------------------------- | ----------------------------------- | ----------------------------------- |
| Num                                 | Coureur                             | Pos                                 |
| 51                                  | Jimmy Casper (FRA)                  | AB                                  |
| 52                                  | Arnaud Coyot (FRA)                  | AB                                  |
| 53                                  | Hervé Duclos-Lassalle (FRA)         | AB                                  |
| 54                                  | Tyler Farrar (USA)                  | AB                                  |
| 55                                  | Thierry Marichal (BEL)              | 57e                                 |
| 56                                  | Staf Scheirlinckx (BEL)             | 14e                                 |
| 57                                  | Sébastien Minard (FRA)              | AB                                  |
| 58                                  | Bradley Wiggins (GBR)               | 55e                                 |

| Crédit Agricole C.A | Crédit Agricole C.A     | Crédit Agricole C.A |
| ------------------- | ----------------------- | ------------------- |
| Num                 | Coureur                 | Pos                 |
| 61                  | Thor Hushovd (NOR)      | AB                  |
| 62                  | László Bodrogi (HUN)    | 41e                 |
| 63                  | Julian Dean (NZL)       | AB                  |
| 64                  | Jimmy Engoulvent (FRA)  | AB                  |
| 65                  | Sébastien Hinault (FRA) | AB                  |
| 66                  | Jaan Kirsipuu (EST)     | AB                  |
| 67                  | Cyril Lemoine (FRA)     | AB                  |
| 68                  | Kilian Patour (FRA)     | AB                  |

| La Française des jeux FDJ | La Française des jeux FDJ  | La Française des jeux FDJ |
| ------------------------- | -------------------------- | ------------------------- |
| Num                       | Coureur                    | Pos                       |
| 71                        | Philippe Gilbert (BEL)     | AB                        |
| 72                        | Ludovic Auger (FRA)        | 69e                       |
| 73                        | Francis Mourey (FRA)       | 19e                       |
| 74                        | Christophe Detilloux (BEL) | AB                        |
| 75                        | Bernhard Eisel (AUT)       | 64e                       |
| 76                        | Frédéric Guesdon (FRA)     | 15e                       |
| 77                        | Gustav Larsson (SWE)       | AB                        |
| 78                        | Christophe Mengin (FRA)    | AB                        |

| Gerolsteiner GST | Gerolsteiner GST        | Gerolsteiner GST |
| ---------------- | ----------------------- | ---------------- |
| Num              | Coureur                 | Pos              |
| 81               | David Kopp (GER)        | 31e              |
| 82               | Robert Förster (GER)    | AB               |
| 83               | Frank Høj (DEN)         | 74e              |
| 84               | Sven Krauss (GER)       | AB               |
| 85               | Sebastian Lang (GER)    | AB               |
| 86               | Stefan Schumacher (GER) | AB               |
| 87               | Peter Wrolich (AUT)     | 66e              |
| 88               | Markus Zberg (SUI)      | 24e              |

| T-Mobile TMO | T-Mobile TMO           | T-Mobile TMO |
| ------------ | ---------------------- | ------------ |
| Num          | Coureur                | Pos          |
| 91           | Steffen Wesemann (SUI) | 34e          |
| 92           | Lorenzo Bernucci (ITA) | 39e          |
| 93           | Marcus Burghardt (GER) | 28e          |
| 94           | Bram Schmitz (NED)     | AB           |
| 95           | André Greipel (GER)    | AB           |
| 96           | Sergueï Ivanov (RUS)   | 20e          |
| 97           | Andreas Klier (GER)    | 17e          |
| 98           | Stephan Schreck (GER)  | 87e          |

| Lampre-Fondital LAM | Lampre-Fondital LAM     | Lampre-Fondital LAM |
| ------------------- | ----------------------- | ------------------- |
| Num                 | Coureur                 | Pos                 |
| 101                 | Alessandro Ballan (ITA) | 2e                  |
| 102                 | Matteo Bono (ITA)       | AB                  |
| 103                 | Claudio Corioni (ITA)   | 81e                 |
| 104                 | Paolo Fornaciari (ITA)  | 82e                 |
| 105                 | Enrico Franzoi (ITA)    | 39e                 |
| 106                 | David Loosli (SUI)      | AB                  |
| 107                 | Matteo Carrara (ITA)    | AB                  |
| 108                 | Daniele Righi (ITA)     | 85e                 |

| Liquigas LIQ | Liquigas LIQ           | Liquigas LIQ |
| ------------ | ---------------------- | ------------ |
| Num          | Coureur                | Pos          |
| 111          | Magnus Bäckstedt (SWE) | AB           |
| 112          | Michael Albasini (SUI) | 68e          |
| 113          | Daniele Colli (ITA)    | AB           |
| 114          | Mauro Da Dalto (ITA)   | AB           |
| 115          | Marco Milesi (ITA)     | AB           |
| 116          | Luca Paolini (ITA)     | 7e           |
| 117          | Marco Righetto (ITA)   | AB           |
| 118          | Stefano Zanini (ITA)   | AB           |

| Team Milram MRM | Team Milram MRM             | Team Milram MRM |
| --------------- | --------------------------- | --------------- |
| Num             | Coureur                     | Pos             |
| 121             | Alessandro Petacchi (ITA)   | 46e             |
| 122             | Martin Müller (GER)         | AB              |
| 123             | Simone Cadamuro (ITA)       | AB              |
| 124             | Alessandro Cortinovis (ITA) | AB              |
| 125             | Maarten den Bakker (NED)    | 54e             |
| 126             | Ralf Grabsch (GER)          | AB              |
| 127             | Marco Velo (ITA)            | 50e             |
| 128             | Erik Zabel (GER)            | 12e             |

| Rabobank RAB | Rabobank RAB              | Rabobank RAB |
| ------------ | ------------------------- | ------------ |
| Num          | Coureur                   | Pos          |
| 131          | Óscar Freire (ESP)        |              |
| 133          | Jan Boven (NED)           | AB           |
| 134          | Erik Dekker (NED)         |              |
| 135          | Juan Antonio Flecha (ESP) | 18e          |
| 136          | Joost Posthuma (NED)      | AB           |
| 137          | Jukka Vastaranta (FIN)    | AB           |
| 138          | Marc Wauters (BEL)        | AB           |

| Discovery Channel DSC | Discovery Channel DSC       | Discovery Channel DSC |
| --------------------- | --------------------------- | --------------------- |
| Num                   | Coureur                     | Pos                   |
| 141                   | Stijn Devolder (BEL)        | 32e                   |
| 142                   | Roger Hammond (GBR)         | 8e                    |
| 143                   | Leif Hoste (BEL)            | 5e                    |
| 144                   | Fumiyuki Beppu (JPN)        | AB                    |
| 145                   | Guennadi Mikhailov (RUS)    | 83e                   |
| 146                   | Jurgen Van den Broeck (BEL) | 35e                   |
| 147                   | Max van Heeswijk (NED)      | 26e                   |
| 148                   | Matthew White (AUS)         | AB                    |

| Team Vorarlberg VBG | Team Vorarlberg VBG        | Team Vorarlberg VBG |
| ------------------- | -------------------------- | ------------------- |
| Num                 | Coureur                    | Pos                 |
| 151                 | Gerrit Glomser (AUT)       | 53e                 |
| 152                 | Vasílis Anastópoulos (GRE) |                     |
| 153                 | Christian Lener (AUT)      | AB                  |
| 154                 | Fraser MacMaster (NZL)     |                     |
| 155                 | Andreas Matzbacher (AUT)   |                     |
| 156                 | Harald Morscher (AUT)      | AB                  |
| 157                 | Werner Riebenbauer (AUT)   | AB                  |
| 158                 | Patrick Riedesser (AUT)    | AB                  |

| Chocolade Jacques-Topsport Vlaanderen JAC | Chocolade Jacques-Topsport Vlaanderen JAC | Chocolade Jacques-Topsport Vlaanderen JAC |
| ----------------------------------------- | ----------------------------------------- | ----------------------------------------- |
| Num                                       | Coureur                                   | Pos                                       |
| 161                                       | Niko Eeckhout (BEL)                       | AB                                        |
| 162                                       | Koen Barbé (BEL)                          | 52e                                       |
| 163                                       | Steven Caethoven (BEL)                    | AB                                        |
| 164                                       | Dimitri De Fauw (BEL)                     | AB                                        |
| 165                                       | Glenn D'Hollander (BEL)                   |                                           |
| 166                                       | Jens Renders (BEL)                        | AB                                        |
| 167                                       | Evert Verbist (BEL)                       | 48e                                       |
| 168                                       | Maarten Wynants (BEL)                     |                                           |

| Landbouwkrediet-Colnago LAN | Landbouwkrediet-Colnago LAN | Landbouwkrediet-Colnago LAN |
| --------------------------- | --------------------------- | --------------------------- |
| Num                         | Coureur                     | Pos                         |
| 171                         | Bert De Waele (BEL)         | 4e                          |
| 172                         | Andy Cappelle (BEL)         | 56e                         |
| 173                         | Mathieu Criquielion (BEL)   | AB                          |
| 174                         | Steven Kleynen (BEL)        | 86e                         |
| 175                         | Jean-Paul Simon (BEL)       | 61e                         |
| 176                         | Jurgen Van Loocke (BEL)     | AB                          |
| 177                         | James Vanlandschoot (BEL)   | 40e                         |
| 178                         | Johan Verstrepen (BEL)      | AB                          |

| Unibet.com UNI | Unibet.com UNI            | Unibet.com UNI |
| -------------- | ------------------------- | -------------- |
| Num            | Coureur                   | Pos            |
| 181            | Baden Cooke (AUS)         | 10e            |
| 182            | David Boucher (FRA)       |                |
| 183            | Matthew Wilson (AUS)      | 62e            |
| 184            | Jeremy Hunt (GBR)         | 90e            |
| 185            | Marco Serpellini (ITA)    | 59e            |
| 186            | Bobbie Traksel (NED)      |                |
| 187            | Frank Vandenbroucke (BEL) | AB             |
| 188            | Matthé Pronk (NED)        | 43e            |

| Agritubel AGR | Agritubel AGR             | Agritubel AGR |
| ------------- | ------------------------- | ------------- |
| Num           | Coureur                   | Pos           |
| 191           | Aivaras Baranauskas (LTU) | 47e           |
| 192           | Stéphane Bergès (FRA)     |               |
| 193           | Gilles Canouet (FRA)      | 44e           |
| 194           | Cédric Coutouly (FRA)     | 89e           |
| 195           | Hans Dekkers (NED)        | AB            |
| 196           | Denis Robin (FRA)         | AB            |
| 197           | Eduardo Gonzalo (ESP)     | 27e           |
| 198           | Benoît Sinner (FRA)       | AB            |

| Wiesenhof-Akud WIE | Wiesenhof-Akud WIE     | Wiesenhof-Akud WIE |
| ------------------ | ---------------------- | ------------------ |
| Num                | Coureur                | Pos                |
| 201                | Artur Gajek (GER)      | AB                 |
| 202                | Felix Odebrecht (GER)  | AB                 |
| 203                | Steffen Radochla (GER) | AB                 |
| 204                | Robert Retschke (GER)  | AB                 |
| 205                | Marcel Sieberg (GER)   | AB                 |
| 206                | Torsten Schmidt (GER)  | AB                 |
| 207                | Lubor Tesař (CZE)      | AB                 |
| 208                | Lars Wackernagel (GER) | AB                 |

| Tenax Salmilano TEN | Tenax Salmilano TEN       | Tenax Salmilano TEN |
| ------------------- | ------------------------- | ------------------- |
| Num                 | Coureur                   | Pos                 |
| 211                 | Fabio Baldato (ITA)       | 22e                 |
| 212                 | Alessandro Bertuola (ITA) | AB                  |
| 213                 | Claudio Cucinotta (ITA)   | AB                  |
| 214                 | David McPartland (AUS)    | 63e                 |
| 215                 | Christian Murro (ITA)     | 29e                 |
| 216                 | Marlon Pérez (COL)        | 65e                 |
| 217                 | Roberto Petito (ITA)      | 16e                 |
| 218                 | Rigoberto Urán (COL)      | AB                  |

| Skil-Shimano SKS | Skil-Shimano SKS         | Skil-Shimano SKS |
| ---------------- | ------------------------ | ---------------- |
| Num              | Coureur                  | Pos              |
| 221              | Yukihiro Doi (JPN)       | AB               |
| 222              | Tomoya Kanō (JPN)        | AB               |
| 223              | Rik Reinerink (NED)      | AB               |
| 224              | Masahiro Shinagawa (JPN) | AB               |
| 225              | Maarten Tjallingii (NED) | 42e              |
| 226              | Aart Vierhouten (NED)    | 3e               |
| 227              | Kenny van Hummel (NED)   | AB               |
| 228              | René Weissinger (GER)    | AB               |

| LPR | LPR                       | LPR |
| --- | ------------------------- | --- |
| Num | Coureur                   | Pos |
| 231 | Gene Bates (AUS)          |     |
| 232 | Giairo Ermeti (ITA)       | AB  |
| 233 | Mikhaylo Khalilov (UKR)   | 88e |
| 234 | Dimitri Konyshev (RUS)    | 75e |
| 235 | Michele Maccanti (ITA)    | 77e |
| 236 | Alessandro Maserati (ITA) | AB  |
| 237 | Dario Pieri (ITA)         |     |
| 238 | Roberto Traficante (ITA)  | AB  |

| Jartazi-7Mobile JAR | Jartazi-7Mobile JAR        | Jartazi-7Mobile JAR |
| ------------------- | -------------------------- | ------------------- |
| Num                 | Coureur                    | Pos                 |
| 241                 | Vytautas Kaupas (LTU)      |                     |
| 242                 | Hamish Haynes (GBR)        |                     |
| 243                 | Johnny Hoogerland (NED)    |                     |
| 244                 | Bert Scheirlinckx (BEL)    | 25e                 |
| 245                 | Francesco Planckaert (BEL) |                     |
| 246                 | Peter Ronsse (BEL)         | 58e                 |
| 247                 | Jarno Van Mingeroet (BEL)  | 51e                 |
| 248                 | Dmitri Mouraviov (KAZ)     |                     |